# Nicole Gibbs
Nicole Gibbs (Cincinnati, 3 marzo 1993) è un'ex tennista statunitense.

## Circuito WTA 125

### Singolare

#### Sconfitte (1)
| N. | Data             | Torneo                     | Superficie | Avversaria in finale | Punteggio   |
| 1. | 29 novembre 2015 | Carlsbad Classic, Carlsbad | Cemento    | Yanina Wickmayer     | 3-6, 6(4)-7 |

### Doppio

#### Sconfitte (1)
| N. | Data             | Torneo                | Superficie | Compagna      | Avversarie in finale | Punteggio           |
| 1. | 25 novembre 2016 | Hawaii Open, Honolulu | Cemento    | Asia Muhammad | Eri Hozumi Miyu Katō | 7-6(3), 3-6, [8-10] |

## Statistiche ITF

### Singolare

#### Vittorie (7)
| Torneo $100.000 (0) |
| Torneo $80.000 (0)  |
| Torneo $75.000 (0)  |
| Torneo $60.000 (0)  |
| Torneo $50.000 (3)  |
| Torneo $25.000 (2)  |
| Torneo $15.000 (0)  |
| Torneo $10.000 (1)  |

| N. | Data             | Torneo                                                | Superficie  | Avversaria                   | Score         |
| 1. | 2 dicembre 2007  | ITF Women's Circuit Messico City, Città del Messico   | Cemento     | María Fernanda Álvarez Terán | 7-5, 6-3      |
| 2. | 8 luglio 2012    | Colorado International, Denver                        | Cemento     | Julie Coin                   | 6-2, 3-6, 6-4 |
| 3. | 14 luglio 2013   | Yakima Regional Hospital Challenger, Yakima           | Cemento     | Ivana Lisjak                 | 6-1, 6-4      |
| 4. | 20 luglio 2014   | LA Tennis Open Challenger, Carson                     | Cemento     | Melanie Oudin                | 6-4, 6-4      |
| 5. | 25 giugno 2017   | Baton Rouge Pro Circuit Challenge, Baton Rouge        | Cemento     | Francesca Di Lorenzo         | 6-3, 6-3      |
| 6. | 2 giugno 2018    | Sanchez-Casal Women's Pro Circuit, Naples             | Terra verde | Ashley Kratzer               | 6-4, 6-4      |
| 7. | 23 febbraio 2019 | Del Mar Financial Partners Inc. Open, Rancho Santa Fe | Cemento     | Kristie Ahn                  | 6-3, 6-3      |

#### Sconfitte (11)
| Torneo $100.000 (0) |
| Torneo $80.000 (2)  |
| Torneo $75.000 (0)  |
| Torneo $60.000 (2)  |
| Torneo $50.000 (3)  |
| Torneo $25.000 (3)  |
| Torneo $15.000 (0)  |
| Torneo $10.000 (1)  |

| N.  | Data             | Torneo                                                 | Superficie  | Avversaria            | Score         |
| 1.  | 3 luglio 2011    | Sargent and Collind LLP Women's Championships, Buffalo | Terra verde | Lauren Davis          | 7-5, 2-6, 4-6 |
| 2.  | 17 febbraio 2013 | Del Mar Financial Partners Inc. Open, Rancho Santa Fe  | Cemento     | Madison Brengle       | 1-6, 4-6      |
| 3.  | 23 marzo 2014    | Innisbrook Women's Open, Innisbrook                    | Terra verde | Grace Min             | 5-7, 0-6      |
| 4.  | 27 luglio 2014   | Fifth Third Bank Tennis Championships, Lexington       | Cemento     | Madison Brengle       | 3-6, 4-6      |
| 5.  | 11 ottobre 2015  | Kirkland Tennis Challenger, Kirkland                   | Cemento     | Mandy Minella         | 6–2, 5–7, 2–6 |
| 6.  | 8 novembre 2015  | Waco Showdown, Waco                                    | Cemento     | Viktorija Golubic     | 2-6, 1-6      |
| 7.  | 2 luglio 2017    | Anburn Challenger, Auburn                              | Cemento     | Miharu Imanishi       | 3-6, 2-6      |
| 8.  | 22 luglio 2018   | Berkeley Tennis Club Challenge, Berkeley               | Cemento     | Sofia Kenin           | 0-6, 4-6      |
| 9.  | 11 novembre 2018 | Lexus of Las Vegas Open, Las Vegas                     | Cemento     | Belinda Bencic        | 5-7, 1-6      |
| 10. | 7 aprile 2019    | Innisbrook Women's Open, Palm Harbor                   | Terra verde | Barbora Krejčíková    | 0-6, 1-6      |
| 11. | 14 luglio 2019   | Tennis Championships of Honolulu, Honolulu             | Cemento     | Usue Maitane Arconada | 0-6, 2-6      |

### Doppio

#### Vittorie (5)
| Torneo $100.000 (0) |
| Torneo $80.000 (1)  |
| Torneo $75.000 (0)  |
| Torneo $60.000 (1)  |
| Torneo $50.000 (3)  |
| Torneo $25.000 (0)  |
| Torneo $15.000 (0)  |
| Torneo $10.000 (0)  |

| N. | Data              | Torneo                                   | Superficie  | Compagna      | Avversarie                            | Score             |
| 1. | 15 maggio 2010    | RBC Bank Women's Challenger, Raleigh     | Terra verde | Kristie Ahn   | Alexandra Mueller Ahsha Rolle         | 6-3, 6-2          |
| 2. | 28 settembre 2015 | Lexus of Las Vegas Open, Las Vegas       | Cemento     | Julia Boserup | Paula Cristina Gonçalves Sanaz Marand | 6-3, 6-4          |
| 3. | 7 novembre 2015   | Waco Showdown, Waco                      | Cemento     | Vania King    | Julia Glushko Rebecca Peterson        | 6-4, 6-4          |
| 4. | 21 luglio 2018    | Berkeley Tennis Club Challenge, Berkeley | Cemento     | Asia Muhammad | Ellen Perez Sabrina Santamaria        | 6-4, 6-1          |
| 5. | 3 novembre 2018   | RBC Pro Challenge, Tyler                 | Cemento     | Asia Muhammad | Desirae Krawczyk Giuliana Olmos       | 3-6, 6-3, [14-12] |

#### Sconfitte (2)
| Torneo $100.000 (0) |
| Torneo $80.000 (0)  |
| Torneo $75.000 (0)  |
| Torneo $60.000 (0)  |
| Torneo $50.000 (2)  |
| Torneo $25.000 (0)  |
| Torneo $15.000 (0)  |
| Torneo $10.000 (0)  |

| N. | Data           | Torneo                                                   | Superficie  | Compagna      | Avversarie                        | Score             |
| 1. | 7 luglio 2012  | Colorado International, Denver                           | Cemento     | Lauren Embree | Marie-Ève Pelletier Shelby Rogers | 3-6, 6-3, [10-12] |
| 2. | 27 aprile 2013 | Boyd Tinsley Women's Clay Court Classic, Charlottesville | Terra verde | Shelby Rogers | Nicola Slater Coco Vandeweghe     | 3-6, 6(4)-7       |

## Risultati in progressione
| Sigla | Risultato               |
| ----- | ----------------------- |
| V     | Vincitore               |
| F     | Finalista               |
| SF    | Semifinalista           |
| O     | Oro olimpico            |
| A     | Argento olimpico        |
| SF    | Bronzo olimpico         |
| QF    | Quarti di Finale        |
| 4T    | Quarto turno            |
| 3T    | Terzo turno             |
| 2T    | Secondo turno           |
| 1T    | Primo turno             |
| RR    | Round Robin             |
| LQ    | Turno di qualificazione |
| A     | Assente                 |
| ND    | Non disputato           |

| Legenda superfici    |
| -------------------- |
| Cemento              |
| Terra battuta        |
| Erba                 |
| Superficie variabile |

### Singolare nei tornei del Grande Slam
| Torneo          | 2009 | 2010 | 2011 | 2012 | 2013 | 2014 | 2015 | 2016 | 2017 | 2018 | 2019 | V--S |
| --------------- | ---- | ---- | ---- | ---- | ---- | ---- | ---- | ---- | ---- | ---- | ---- | ---- |
| Australian Open | A    | A    | A    | A    | A    | A    | 2T   | 2T   | 1T   | 1T   | A    | 2-4  |
| Open di Francia | A    | A    | A    | A    | A    | A    | 1T   | 1T   | A    | A    | A    | 0-2  |
| Wimbledon       | A    | A    | A    | A    | A    | A    | 1T   | 1T   | A    | A    | A    | 0-2  |
| US Open         | A    | A    | A    | 1T   | 1T   | 3T   | 2T   | 2T   | 2T   | 1T   | 1T   | 5-8  |
| Totale          | 0-0  | 0-0  | 0-0  | 0-1  | 0-1  | 2-1  | 2-4  | 2-4  | 1-2  | 0-2  | 0-1  | 7-16 |

### Doppio nei tornei del Grande Slam
| Torneo          | 2009 | 2010 | 2011 | 2012 | 2013 | 2014 | 2015 | 2016 | 2017 | 2018 | V--S |
| --------------- | ---- | ---- | ---- | ---- | ---- | ---- | ---- | ---- | ---- | ---- | ---- |
| Australian Open | A    | A    | A    | A    | A    | A    | A    | A    | 1T   | A    | 0-1  |
| Open di Francia | A    | A    | A    | A    | A    | A    | A    | 1T   | A    | A    | 0-1  |
| Wimbledon       | A    | A    | A    | A    | A    | A    | A    | 1T   | A    | A    | 0-1  |
| US Open         | A    | A    | 1T   | A    | A    | 1T   | 2T   | 3T   | 2T   | 2T   | 5-6  |
| Totale          | 0-0  | 0-0  | 0-1  | 0-0  | 0-0  | 0-1  | 1-1  | 2-3  | 1-2  | 1-1  | 5-9  |

### Doppio misto nei tornei del Grande Slam
| Torneo          | 2009 | 2010 | 2011 | 2012 | 2013 | 2014 | 2015 | 2016 |
| --------------- | ---- | ---- | ---- | ---- | ---- | ---- | ---- | ---- |
| Australian Open | A    | A    | A    | A    | A    | A    | A    | A    |
| Open di Francia | A    | A    | A    | A    | A    | A    | A    | A    |
| Wimbledon       | A    | A    | A    | A    | A    | A    | A    | A    |
| US Open         | A    | 1T   | A    | A    | A    | A    | A    | QF   |